# Jamesonia canescens
Jamesonia canescens là một loài thực vật có mạch trong họ Adiantaceae. Loài này được Kunze miêu tả khoa học đầu tiên năm 1846.